# Sant'Agnese in Agone (titolo cardinalizio)
Sant'Agnese in Agone (in latino: Diaconia Sanctæ Agnetis in Agone) è un titolo cardinalizio istituito da papa Leone X il 6 luglio 1517, quando, in occasione del concistoro del 1º luglio 1517, aumentò notevolmente il numero dei cardinali. Esso fu soppresso da papa Innocenzo XI il 5 ottobre 1654 e fu trasferito a quello di Sant'Agnese fuori le mura.
Il 21 febbraio 1998 Giovanni Paolo II lo riammise come diaconia. 
Ne è attualmente titolare il cardinale Gerhard Ludwig Müller, prefetto emerito della Congregazione per la Dottrina della Fede.

## Titolari
- Benedetto Caetani, diaconia pro illa vice (22 settembre 1291 - 24 dicembre 1294 eletto papa Bonifacio VIII)
- Vacante (1294 - 1517)
- Andrea della Valle (6 luglio 1517 - 27 marzo 1525 nominato cardinale presbitero di Santa Prisca)
- Vacante (1525 - 1533)
- Claude de Longwy de Givry (10 novembre 1533 - 9 agosto 1561 deceduto)
- Pier Francesco Ferrero (10 novembre 1561 - 7 ottobre 1565 nominato cardinale presbitero di Sant'Anastasia)
- Vacante (1565 - 1570)
- Carlo Grassi (9 giugno 1570 - 25 marzo 1571 deceduto)
- Vacante (1571 - 1587)
- Antonio Maria Galli (14 gennaio 1587 - 30 agosto 1600 nominato cardinale presbitero di Santa Prassede)
- Vacante (1600 - 1605)
- Jacques du Perron (7 gennaio 1605 - 5 settembre 1618 deceduto)
- Vacante (1618 - 1621)
- Andrea Baroni Peretti Montalto (5 maggio 1621 - 24 ottobre 1621 nominato cardinale presbitero di San Lorenzo in Lucina)
- Ottavio Ridolfi (26 ottobre 1622 - 7 ottobre 1623 nominato cardinale presbitero di Sant'Agata alla Suburra)
- Vacante (1623 - 1628)
- Girolamo Colonna (28 febbraio 1628 - 27 giugno 1639 nominato cardinale diacono di Santa Maria in Cosmedin)
- Girolamo Verospi (10 febbraio 1642 - 5 gennaio 1652 deceduto)
- Baccio Aldobrandini (12 marzo 1652 - 5 ottobre 1654 nominato cardinale presbitero di Sant'Agnese fuori le Mura)
- Titolo soppresso nel 1654

## Titolari della diaconia
- Lorenzo Antonetti (21 febbraio 1998 - 1º marzo 2008); titolo pro hac vice (1º marzo 2008 - 10 aprile 2013 deceduto)
- Gerhard Ludwig Müller, dal 22 febbraio 2014; titolo pro hac vice dal 1º luglio 2024